# Westland
Westland  ( hør) er en kommune i provinsen Zuid-Holland i Nederlandene. Kommunens totale areal er 90,59 km² og indbyggertallet er på 114.887 (2023).